# Willian Dourado
Willian Denilson Venâncio Dourado (* 6. Januar 1994 in Penápolis) ist ein brasilianischer Leichtathlet, der sich auf das Kugelstoßen spezialisiert hat.

## Sportliche Laufbahn
Erste internationale Erfahrungen sammelte Willian Dourado bei den Juniorensüdamerikameisterschaften in Resistencia, bei denen er mit der 6-kg-Kugel mit einer Weite von 18,39 m die Silbermedaille gewann. Im Jahr darauf gewann er bei den U23-Südamerikameisterschaften in Montevideo mit 17,61 m ebenfalls die Silbermedaille und siegte 2016 bei den U23-Südamerikameisterschaften in Lima mit 18,99 m. Zuvor gewann er bei den Ibero-Amerikanischen Meisterschaften in Rio de Janeiro mit einem Stoß auf 18,96 m die Bronzemedaille hinter seinem Landsmann Darlan Romani und Marco Fortes aus Portugal. 2017 gewann er bei den Südamerikameisterschaften in Luque mit 19,95 m die Silbermedaille und musste sich dort Landsmann Romani geschlagen geben. Anschließend nahm er erstmals an der Sommer-Universiade in Taipeh teil und belegte dort mit 19,25 m den siebten Platz. Zwei Jahre später gewann er bei den Südamerikameisterschaften in Lima mit 19,09 m erneut die Silbermedaille hinter Romani und wurde anschließend bei den Studentenweltspielen in Neapel mit 19,99 m Vierter. 2020 siegte er bei den erstmals ausgetragenen Hallensüdamerikameisterschaften in Cochabamba mit einer Weite von 19,09 m und zwei Jahre später sicherte er sich bei den Hallensüdamerikameisterschaften ebendort mit 19,83 m die Silbermedaille hinter Landsmann Romani. Im Juli schied er bei den Weltmeisterschaften in Eugene mit 19,73 m in der Qualifikationsrunde aus und im Oktober gewann er bei den Südamerikaspielen in Asunción mit 19,77 m die Silbermedaille hinter Landsmann Welington Morais.
2023 gewann er bei den Südamerikameisterschaften in São Paulo mit 19,45 m die Bronzemedaille hinter seinem Landsmann Welington Morais und Nazareno Sasia aus Argentinien und 2025 sicherte er sich bei den Hallensüdamerikameisterschaften in Cochabamba mit 20,60 m die Silbermedaille hinter seinem Landsmann Morais. Anschließend gelangte er bei den Hallenweltmeisterschaften in Nanjing mit 20,24 m auf Rang zehn, ehe er bei den Südamerikameisterschaften in Mar del Plata mit 20,65 m die Goldmedaille gewann.